# Tubulicrinopsis ellipsospora
Tubulicrinopsis ellipsospora är en svampart som beskrevs av Kotir., Hjortstam & M. Kulju 2007. Tubulicrinopsis ellipsospora ingår i släktet Tubulicrinopsis, klassen Agaricomycetes, divisionen basidiesvampar och riket svampar.   Inga underarter finns listade i Catalogue of Life.